# Casa van Eetvelde

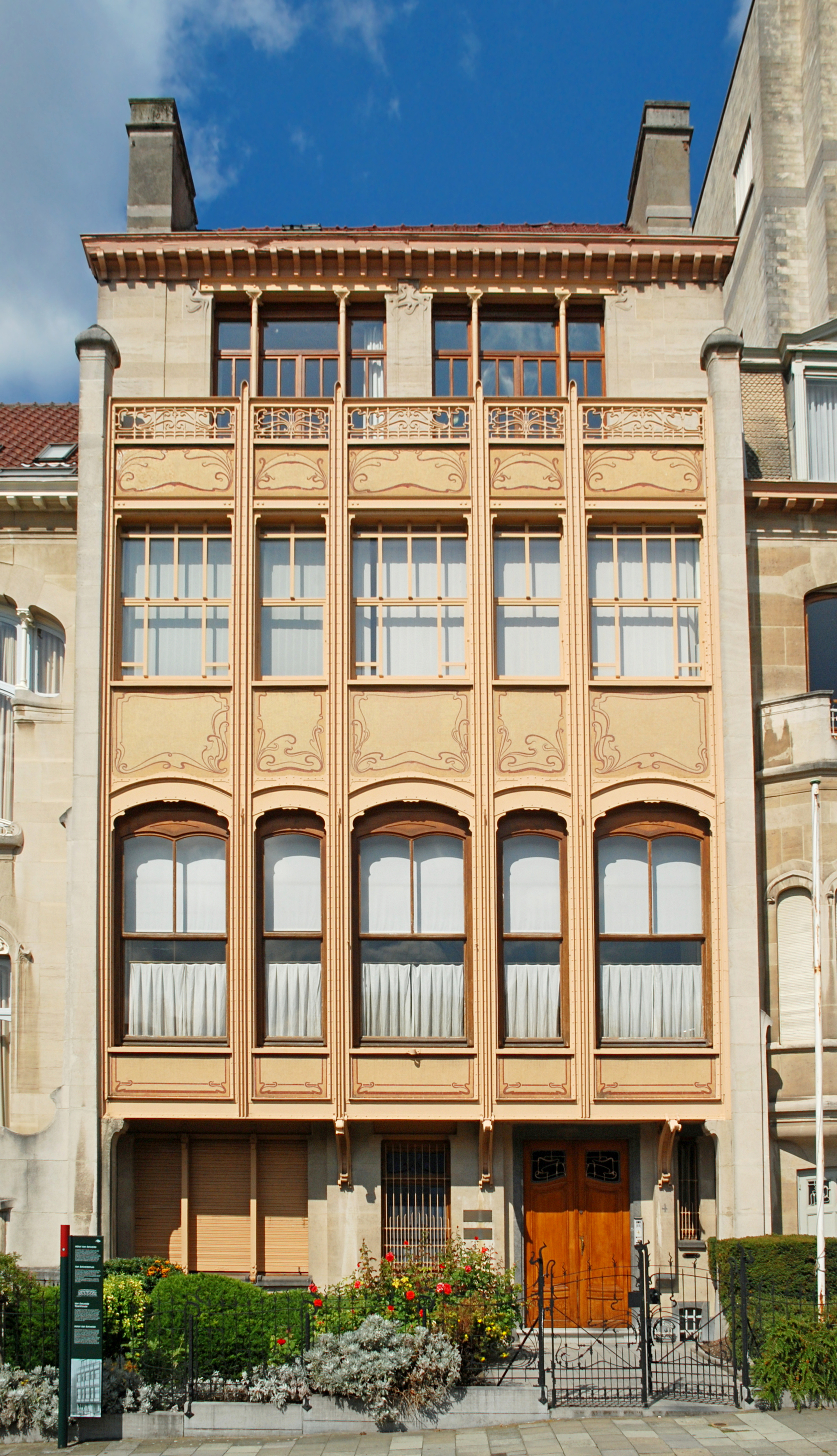
Casa van Eetvelde.

A Casa van Eetvelde é uma mansão projetada em 1895, por Victor Horta para Edmond van Eetvelde, administrador do Congo. Em conjunto com a Casa Tassel, a Casa Solvay e a própria Casa Horta foi adicionada à lista de Patrimônio Mundial da UNESCO em 2000. A casa encontra-se em Bruxelas, Bélgica na Avenida Palmerston, 4.
A aplicação visível de materiais "industriais" como aço e vidro são uma inovação para esta prestigiada residência privada. Na Casa van Eetvelde, Horta também usou aço na fachada. O interior recebeu iluminação adicional através de uma recepção central coberta por uma cúpula de vidro temperado.
Uma extensão para a casa foi projetada por Horta em 1898. Esta construção tinha uma fachada mais convencional, ricamente detalhada em arenito. Foi desenhada como uma garagem, escritório para van Eetvelde, bem como quartos para hóspedes, tanto que há duas entradas (Avenida Palmerston, 2)

## Coordenadas

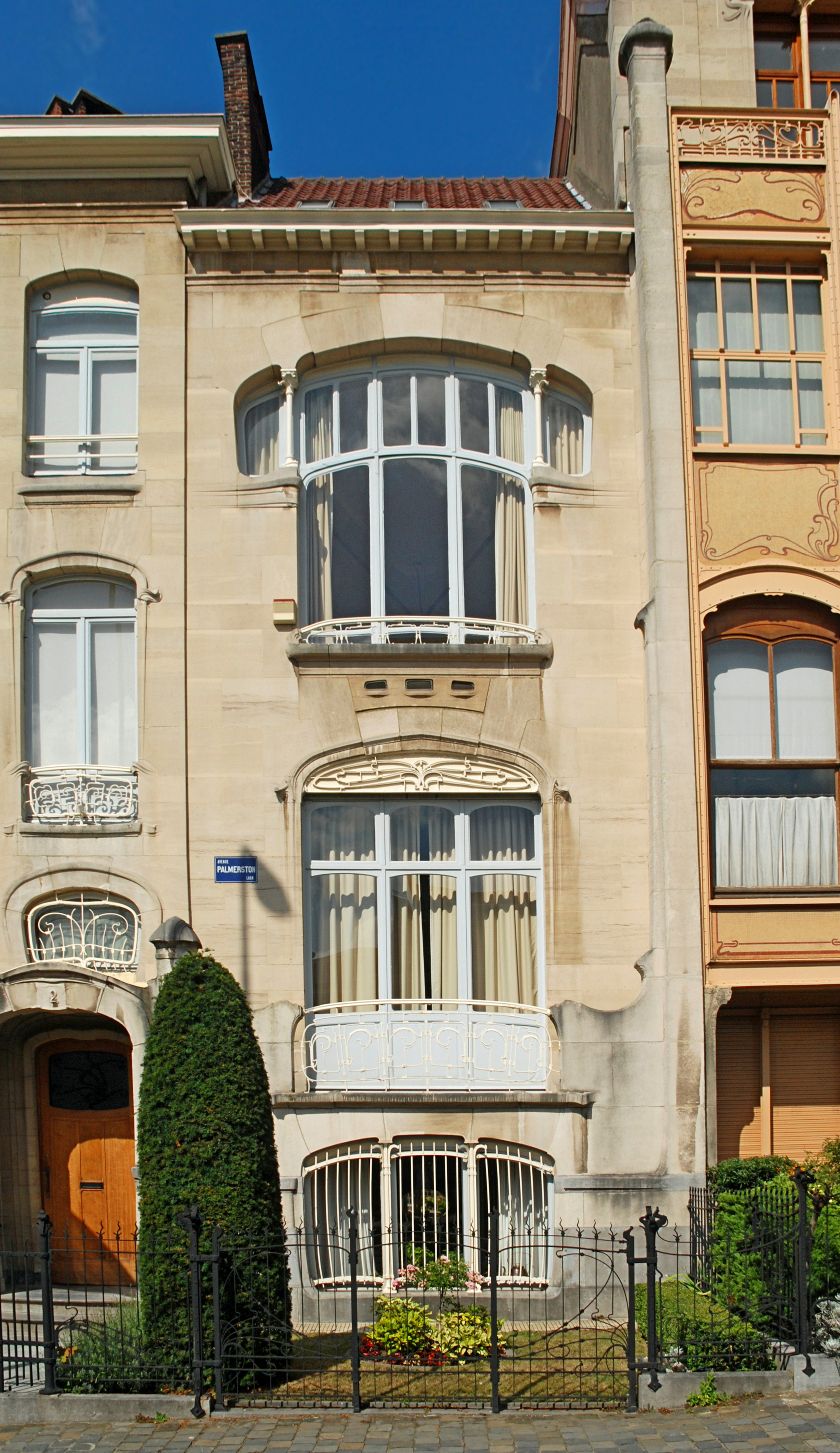
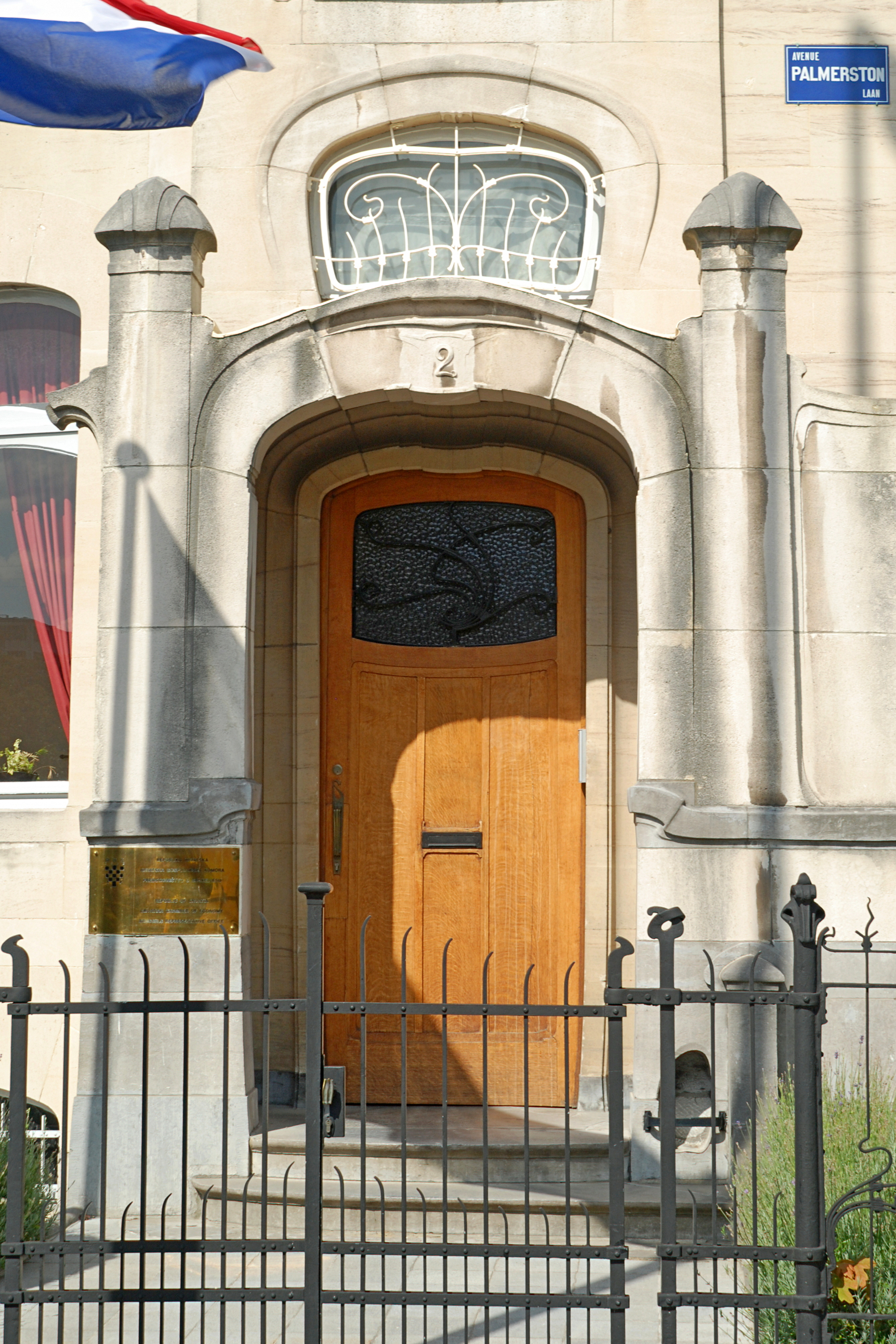
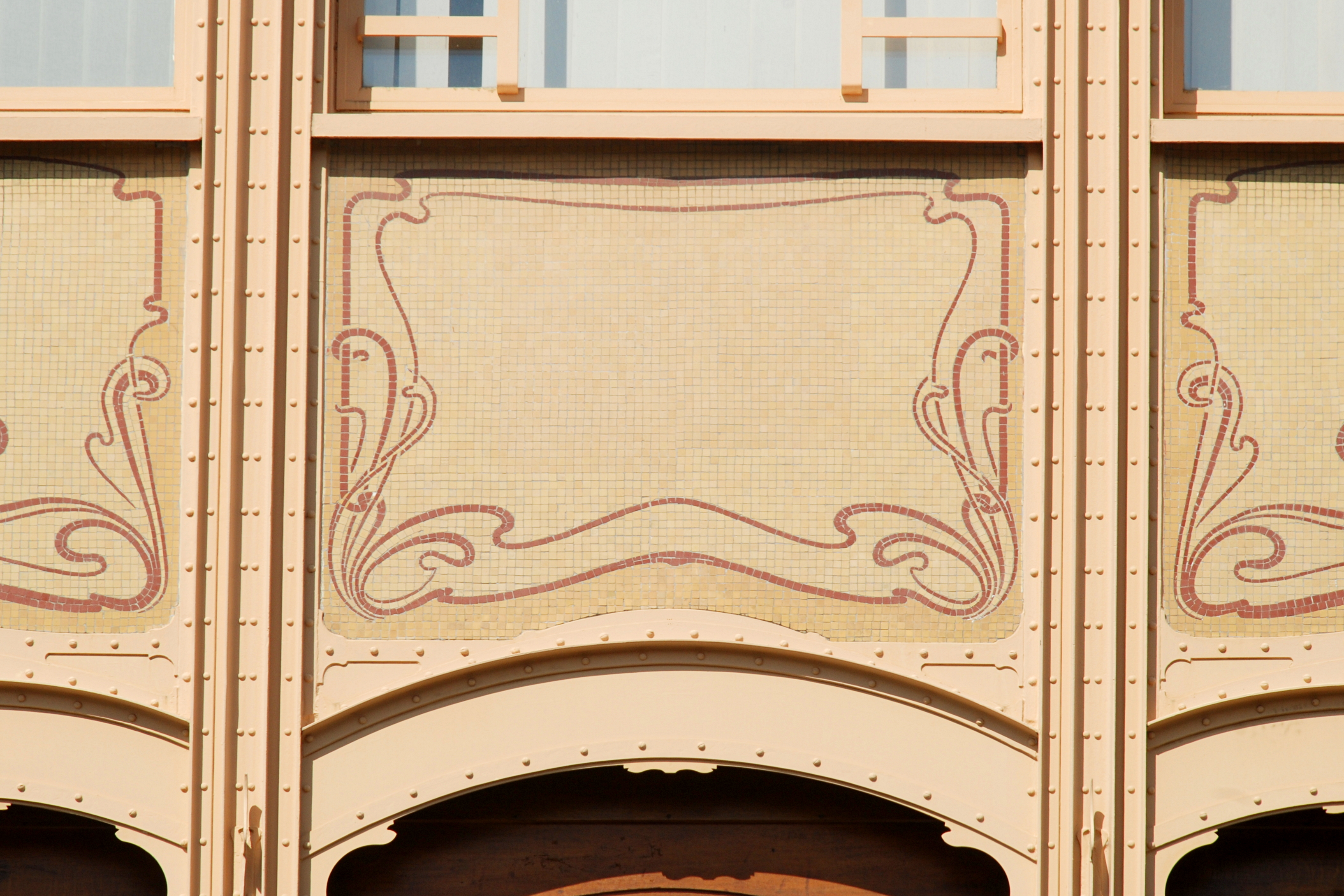
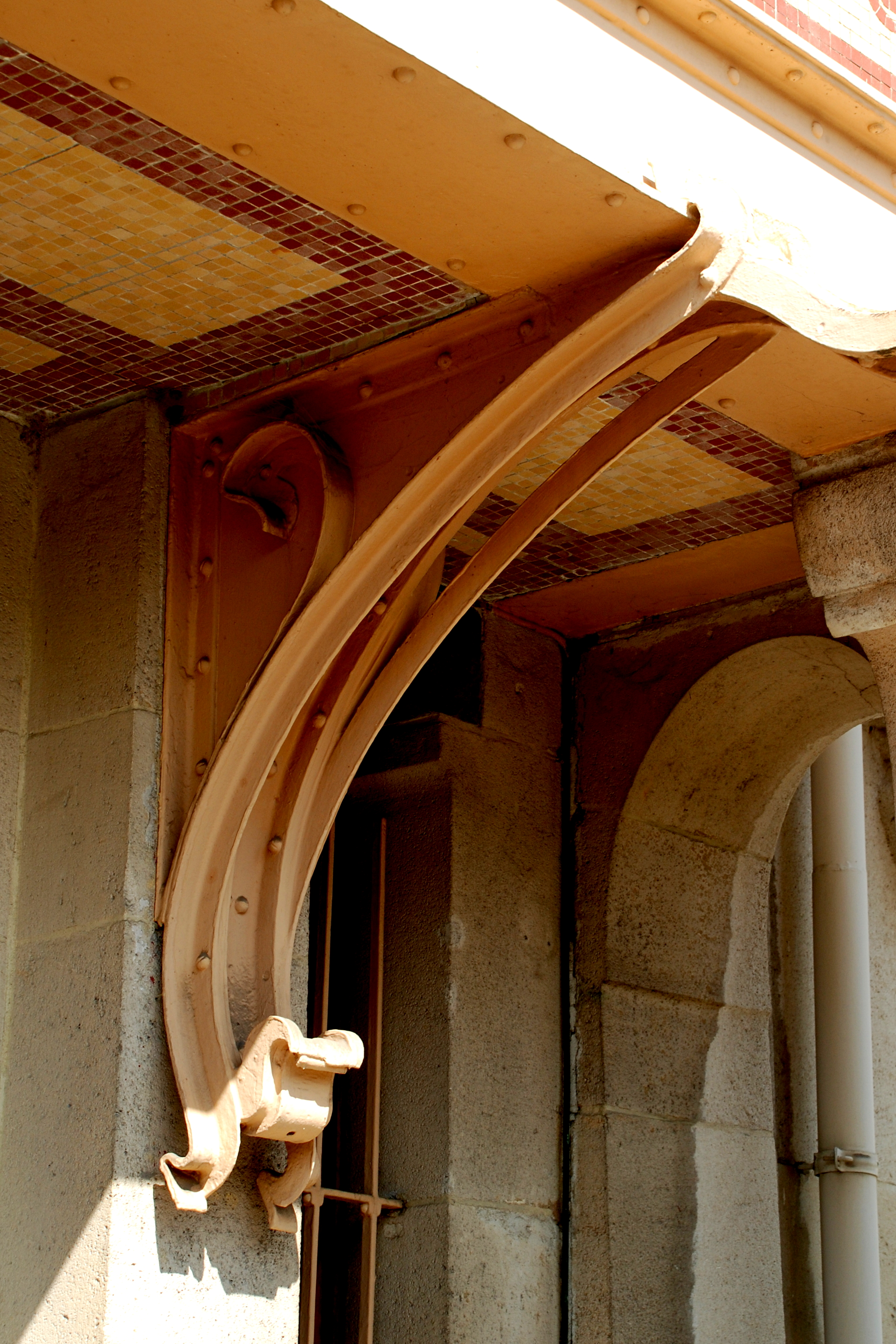

50° 50′ 49,94″ N, 4° 22′ 50,11″ L